# معركة بوردو
معركة بوردو، أو معركة بُرْذال، أو معركة وادي الغارون، وذلك لحدوثها قرب نهر الغارون، هي معركة حدثت بين جيش أموي بقيادة والي الأندلس عبد الرحمن الغافقي، والفرنجة بقيادة دوق أكيتانيا أودو سنة 732م. شكلت المعركة انتصارا حاسما وشاملا للمسلمين وثأرا لهزيمتهم في معركة تولوز.
كان نصر أودو في معركة تولوز طفيفاً، حيث لم يستطع استعادة طولوشة ((تولوز))، والتي بقيت في أيدي المسلمين فترة بعد ذلك، فلجأ إلى سياسة إثارة الفتن والنزاعات في الدولة الأندلسية.
ومع بداية ولايته الثانية على الأندلس في 730م، عمد عبد الرحمن الغافقي إلى إصلاحات داخلية، وحل النزاعات، وتوحيد المسلمين، حتى تجمع حوله جيش من الأمازيغ والعرب، وانطلق بهم في حملتين، الأولى من سرقسطة نحو كاتالونيا لمواجهة متمردين، ثم سبتمانيا لتعزيز الحاميات. ثم عاد بعد ذلك إلى بنبلونة في شمالي آيبيريا وانطلق منها فعبر الرونسفال في جبال المعابر، وتقدم في دوقية فاسكوني، ففتحها بعد أن هزم أودو في المعركة الأولى، ثم عاد باتجاه الجنوب الشرقي نحو آرليس، وهناك حدثت المعركة الثانية، وانتصر بها أيضاً، وأعاد فتح المدينة، ثم عاد من جديد إلى أقطانيا، حيث اشتبك مع أودو في المعركة الكبرى، والتي انتصر فيها المسلمون أيضاً، وقتل من جيش أودو ما لايحصى، وبذلك فتح بوردو، وأنجولام، وبواتييه، وتور، ثم اشتبك أخيراً في معركة البلاط، ولم يكن قد بقي عندها معه سوى قلة، فأصيب جيشه في ذلك الموضع والذي يعرف عند المسلمين ببلاط الشهداء.